# Fame/Out Here on My Own
Fame/Out Here on My Own è il secondo singolo di Irene Cara, pubblicato dalla RSO nel 1980, estratto dalla colonna sonora di Saranno Famosi.

## Il disco
Il disco raggiunse la quarta posizione della Billboard Hot 100 nell'estate del 1980. Inoltre raggiunse il primo posto della Billboard Hot Dance Club Play per una settimana, e il primo posto della ARC Weekly Top 40. Esso non fu mai pubblicato nel Regno Unito prima del 1982, cioè in occasione della prima trasmissione della serie televisiva. Arrivò anche alla prima posizione della Official Singles Chart, dove restò per tre settimane.

## Tracce
Le musiche di entrambi i brani sono di Michael Gore
1. Fame – 3:48 (testo: Dean Pitchford)
2. Out Here on My Own – 3:09 (testo: Lesley Gore)

## Classifiche
| Classifica (1980 – 1982)      | Posizione massima |
| ----------------------------- | ----------------- |
| Ultratop 50 Singles (Fiandre) | 1                 |
| IRMA                          | 1                 |
| Dutch Top 40                  | 1                 |
| Sverigetopplistan             | 3                 |
| SNIP                          | 2                 |
| Billboard Hot 100             | 4                 |
| The Official NZ Music Charts  | 1                 |
| UK Singles Chart              | 1                 |